# CentralWorld

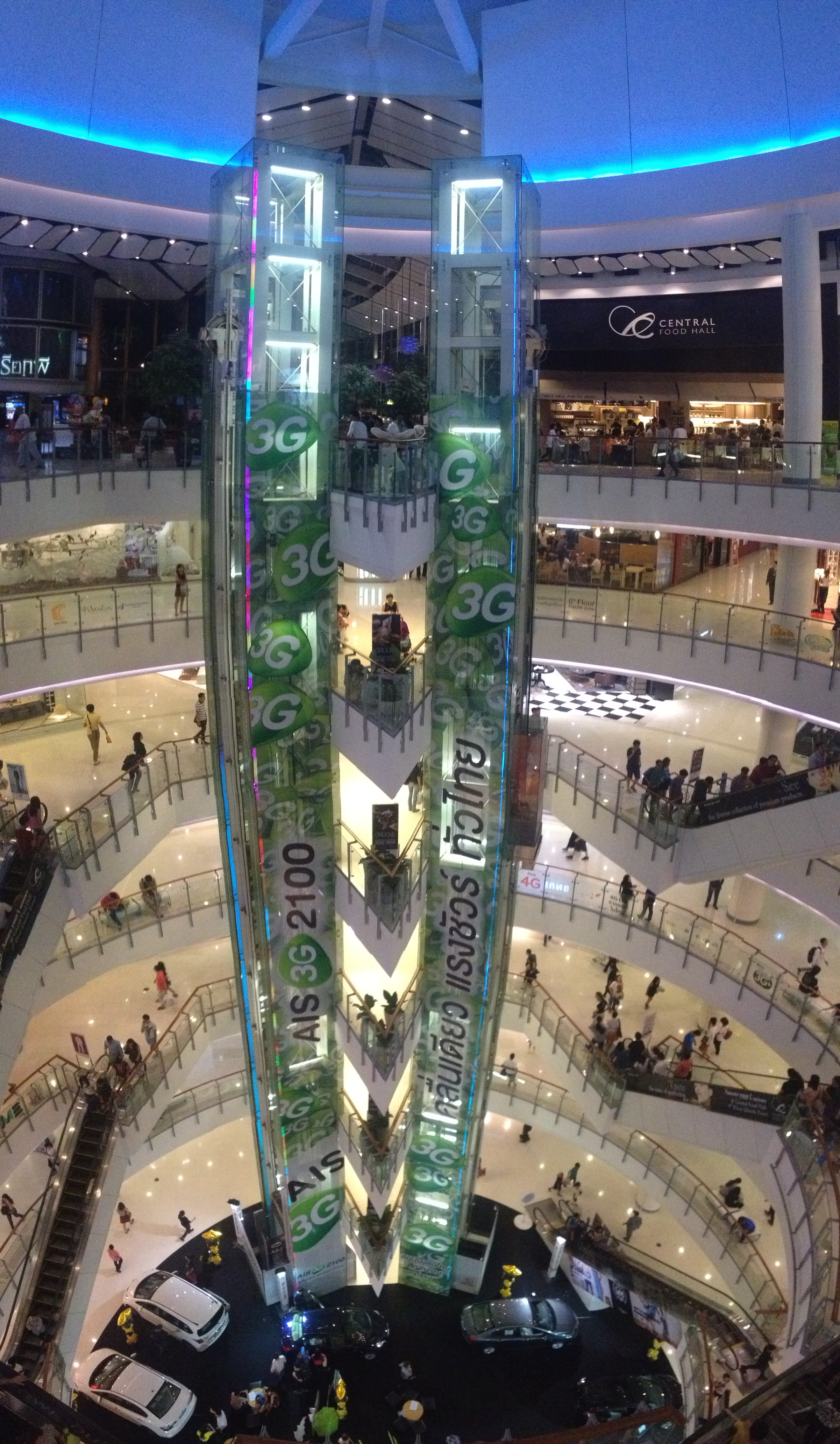
Central Dome

CentralWorld (tiếng Thái: เซ็นทรัลเวิลด์, viết cách điệu centralwOrld), là một trung tâm thương mại và phức hợp ở khu vực Siam tại Bangkok, Thái Lan. Nó là trung tâm thương mại lớn thứ 9 trên thế giới. Khu phức hợp bao gồm khách sạn và tháp văn phòng, thuộc sở hữu của Central Pattana. Vào năm 2006, sau ba năm tái thiết kế và cải tạo, CentralWorld mở rộng lên đến 550,000 m2 (5.920,15 foot vuông) trung tâm mua sắm và 830,000 m2 (8.934,05 foot vuông) khu phức hợp còn lại, vượt qua đối thủ Siam Paragon về mặt quy mô.

## Vị trí
CentralWorld nằm tại quận Pathum Wan, nút giao Ratchaprasong, một trong những khu mua sắm và du lịch đông nhất Bangkok.

## Hạ tầng

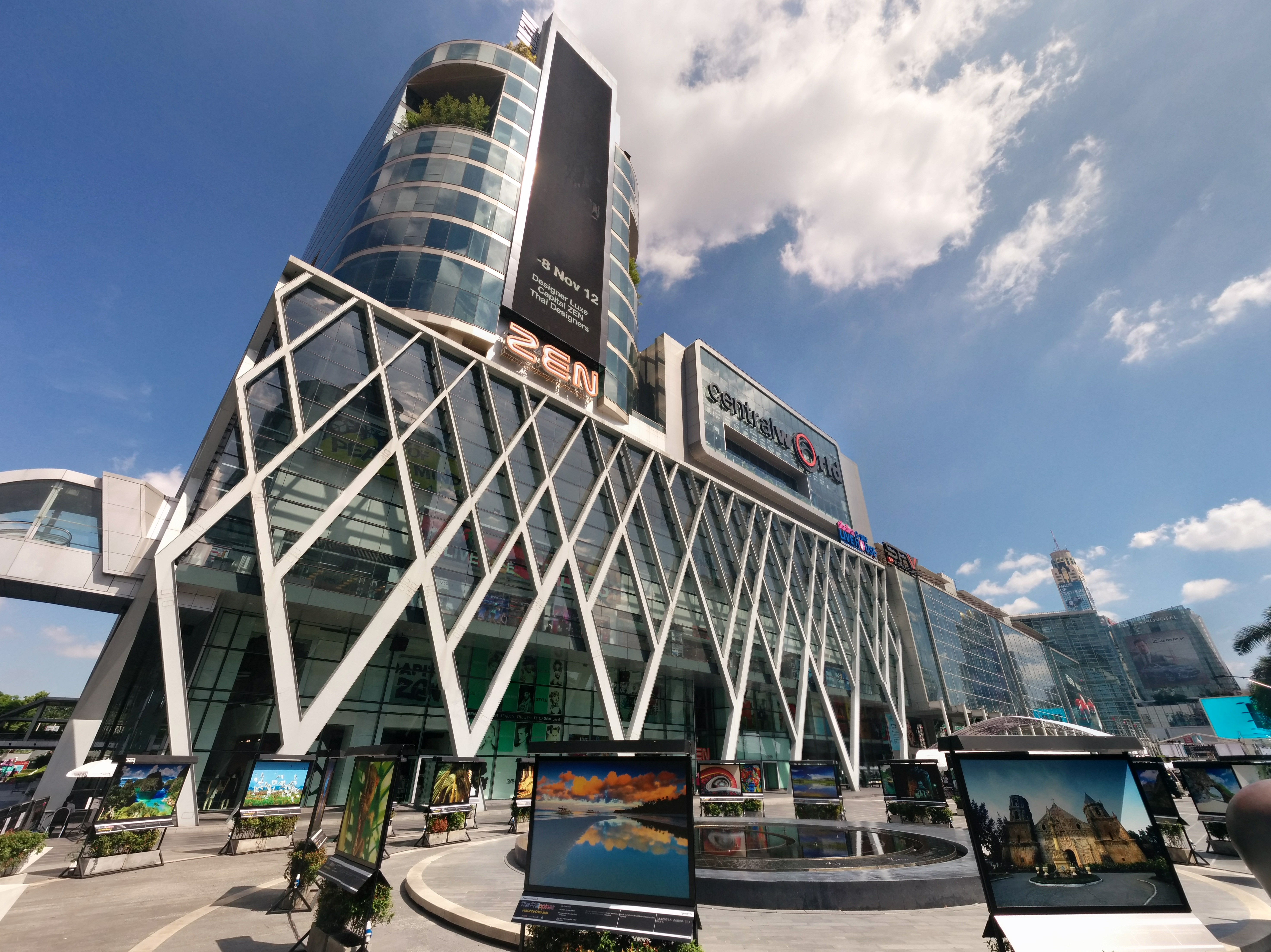
CentralWorld Square

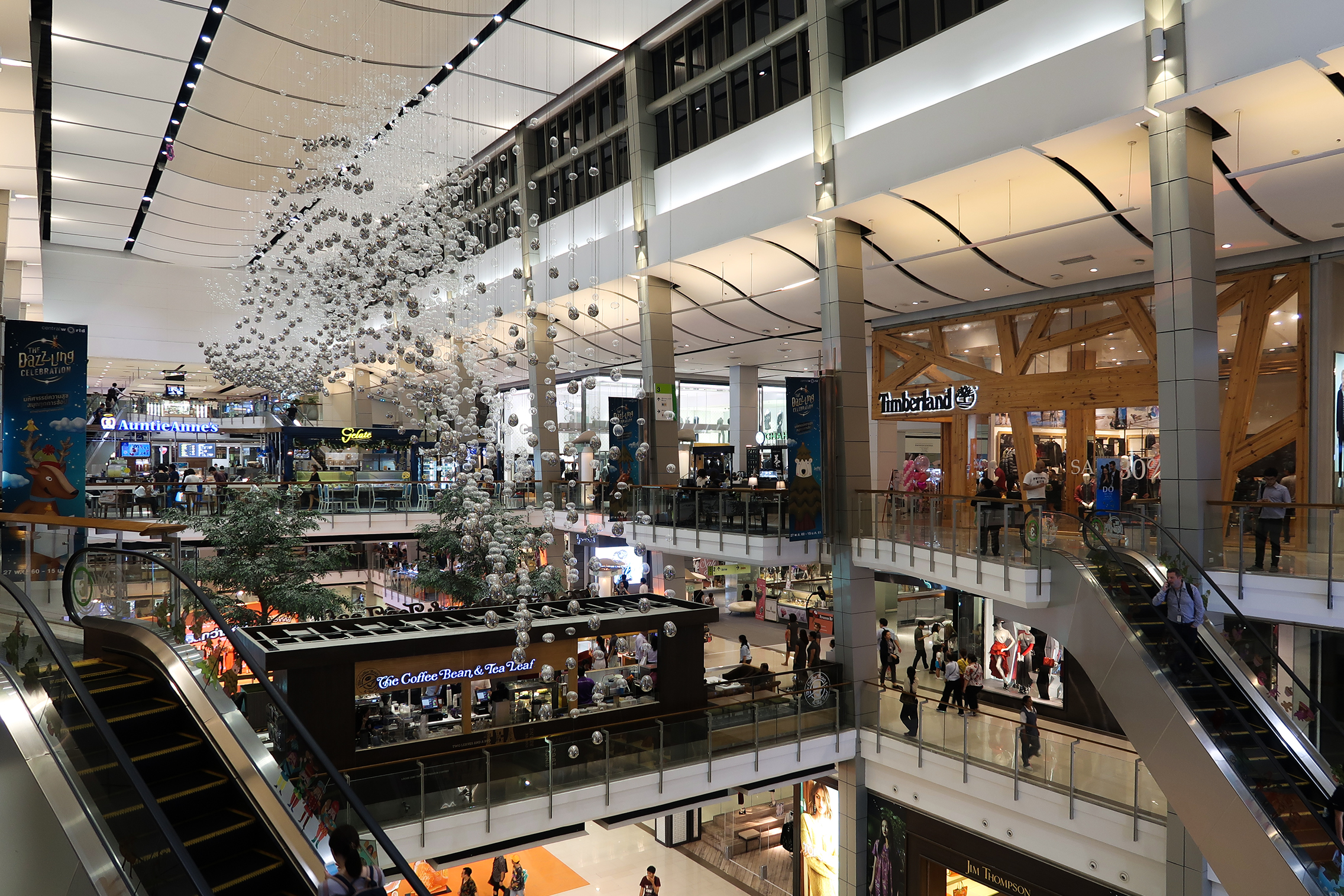
Atrium vào năm 2018

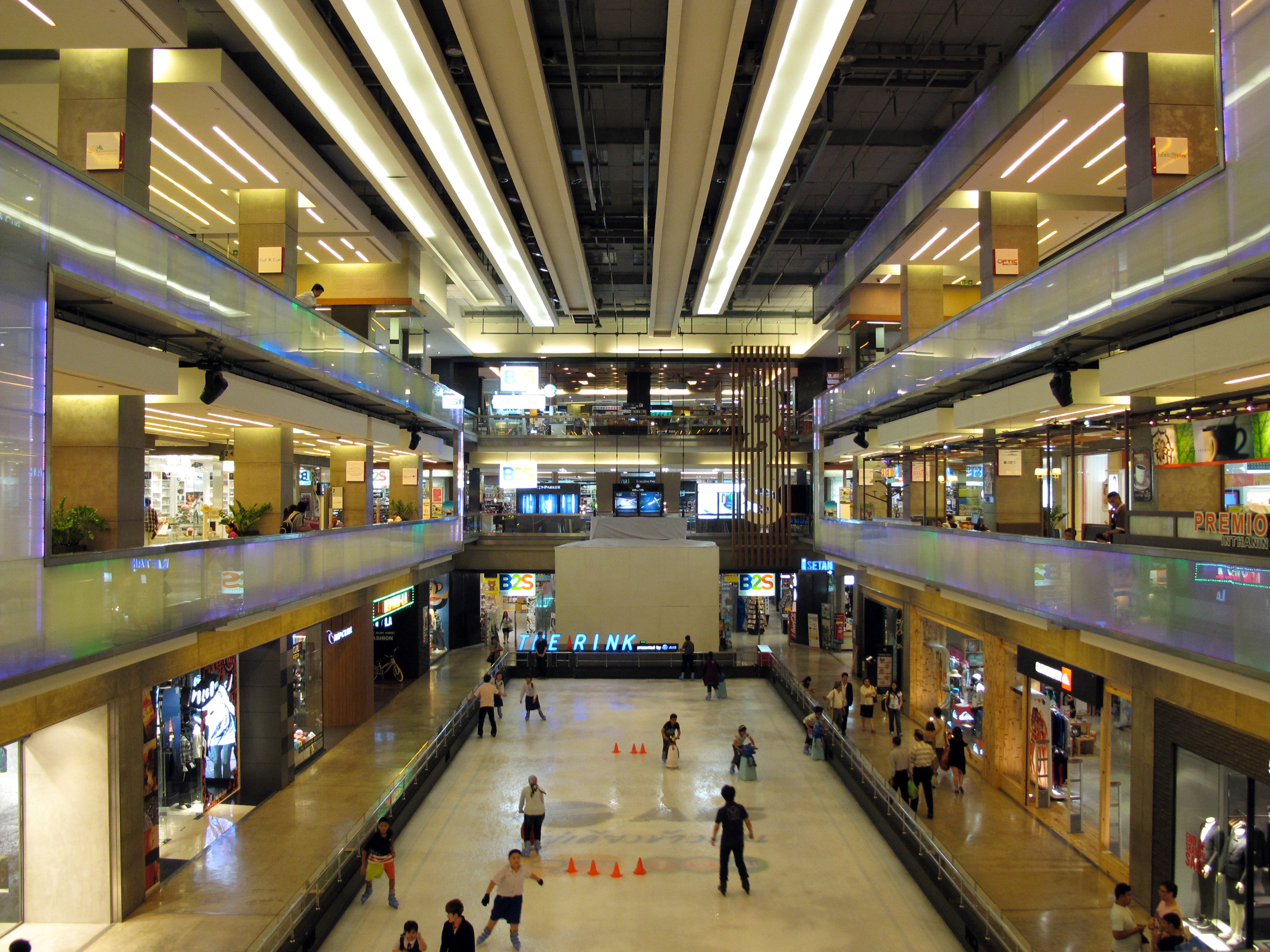
Zone F vào năm 2011

### CentralWorld Square

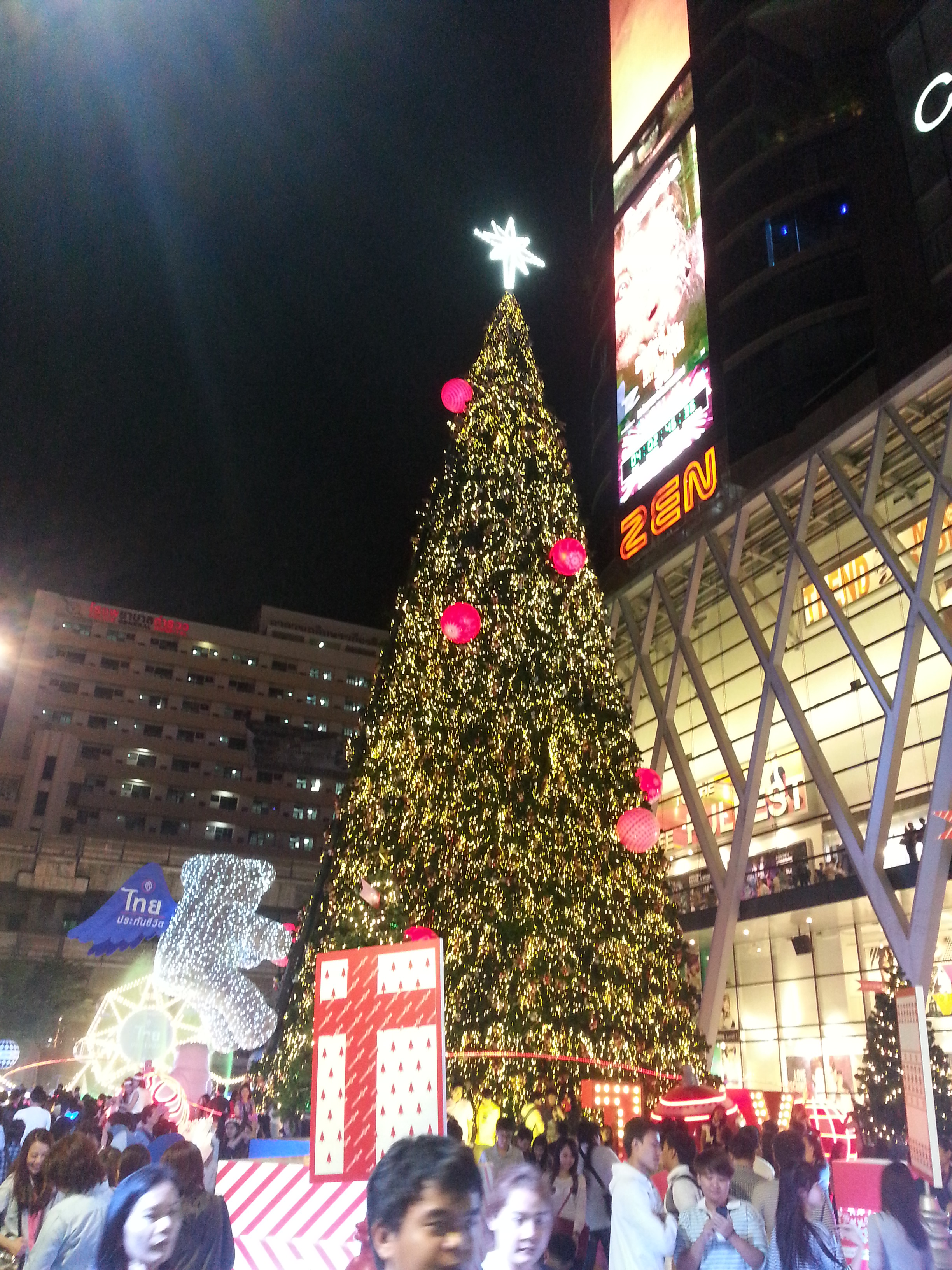
Cây thông Giáng sinh trang trí bên ngoài CentralWorld

Quảng trường hoạt động ngoài trời với diện tích 8 kilômét vuông (3,1 dặm vuông Anh). Vào năm 2020, Apple Store mở tại đây.

### CentralWorld Avenue
Đường với 6 làn xe, liên kết Đường Rama I và Đường Ratchadamri.

### Chính

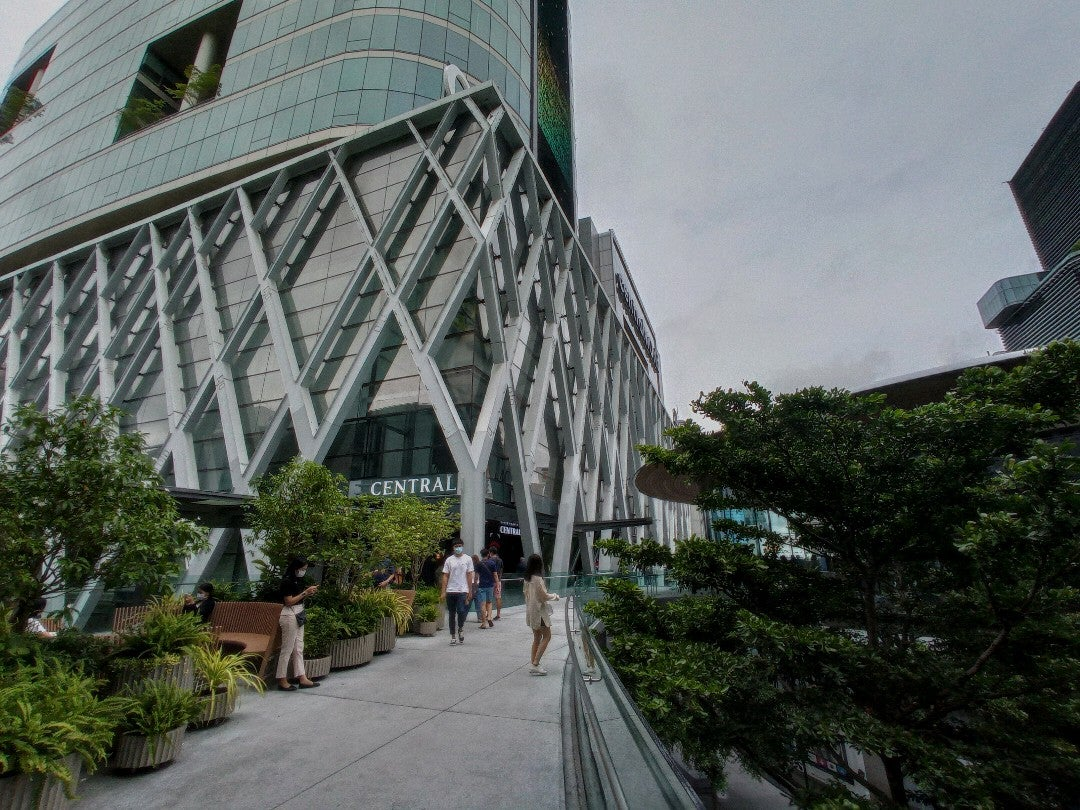
Central Department Store

#### Khu chính
- Central Department Store – trước đây gọi là Zen, iđó là nhánh lớn nhất của chuỗi cùng tên, với diện tích 50.000 mét vuông và bảy tầng lầu.
- SF World Cinema – khu phức hợp rạp chiếu phim cao cấp nằm ở tầng bảy, có tổng cộng 15 màn hình và 800 ghế ngồi. Địa điểm tổ chức Bangkok International Film Festival 2007 và 2008.

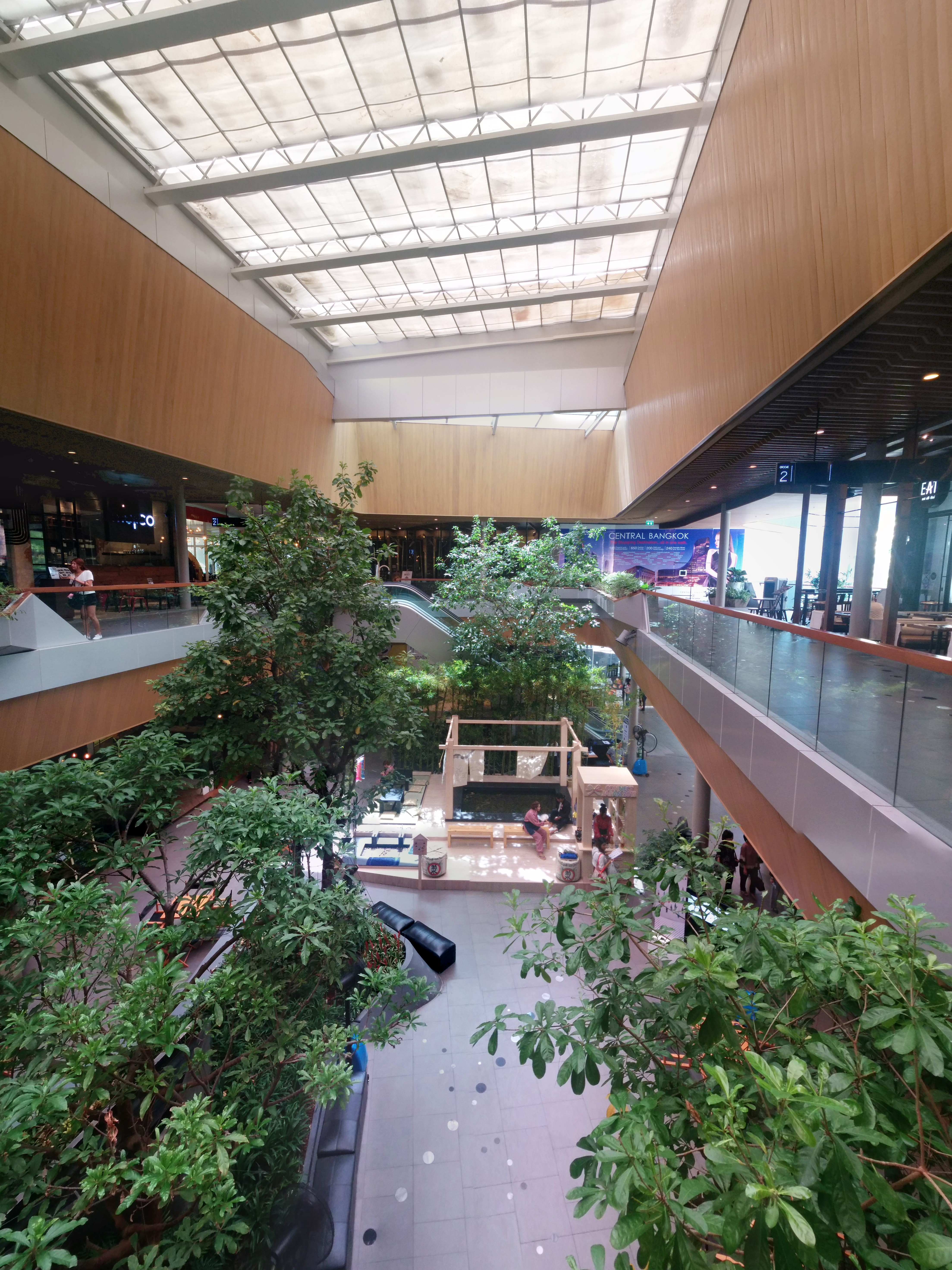
GROOVE tại CentralWorld

#### Người thuê chính
- Apple Store – Cửa hàng Apple thứ hai tại Thái Lan
- SuperSports – cửa hàng dụng cụ thể thao lớn
- PowerBuy x B2S Think Space – chi nhánh hàng đầu tại Thái Lan-chuỗi cửa hàng sách và điện tử
- Tops Food Hall – siêu thị cao cấp
- SB Design Square – cửa hàng hàng đầu của S.B. Furniture
- Toys R Us – cửa hàng hàng đầu của đồ chơi Mỹ tại Thái

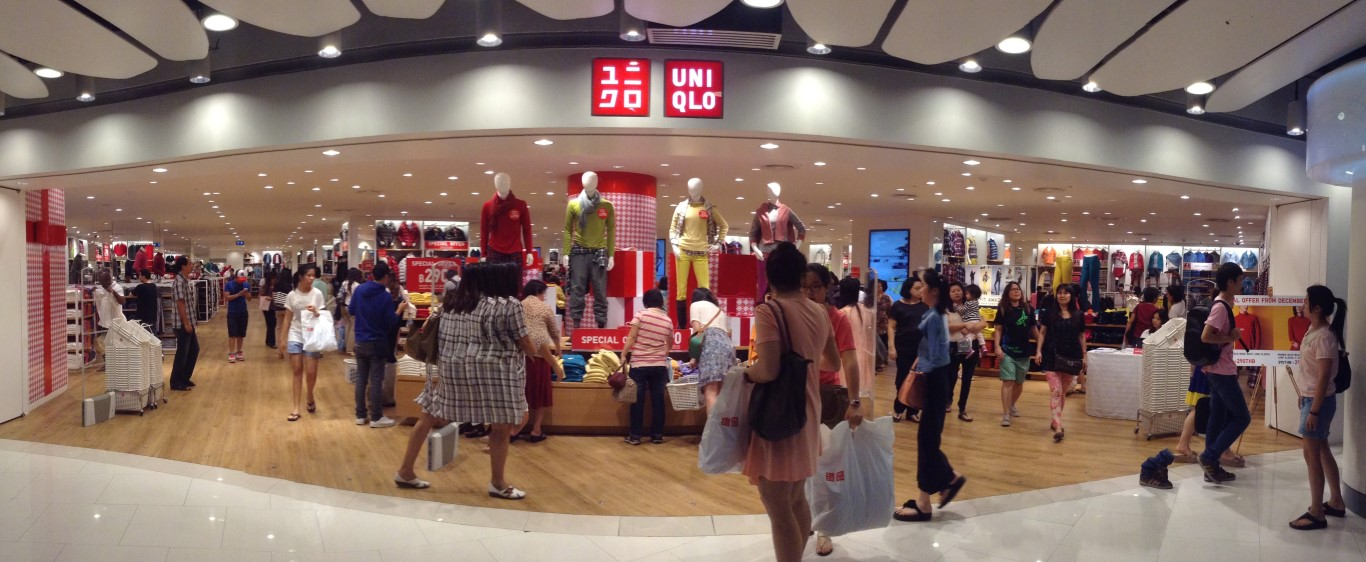
Cửa hàng UNIQLO đầu tiên tại Thái Lan

- TK Park (Thailand Knowledge Park) – khu phức hợp bao gồm thư viện, trung tâm internet, rạp chiếu phim 4D, và các phương tiện truyền thông khác. Nó được sở hữu và hoạt động bởi chính phủ Thái Lan.
- Genius Planet – khu vui chơi trẻ em , khu trò chơi điện tử và nhiều trung tâm học tập khác
- Uniqlo – cửa hàng Uniqlo đầu tiên tại Thái Lan
- H&M – cửa hàng quần áo
- The Rink Iceskate – sân trượt băng trong nhà nằm tại tầng 2 Forum zone
- The ZONE by Fitness First – trung tâm thể dục
- Kinokuniya – cửa hàng Kinokuniya đầu tiên tại Thái Lan
- Nitori – cửa hàng Nitori đầu tiên tại Thái Lan

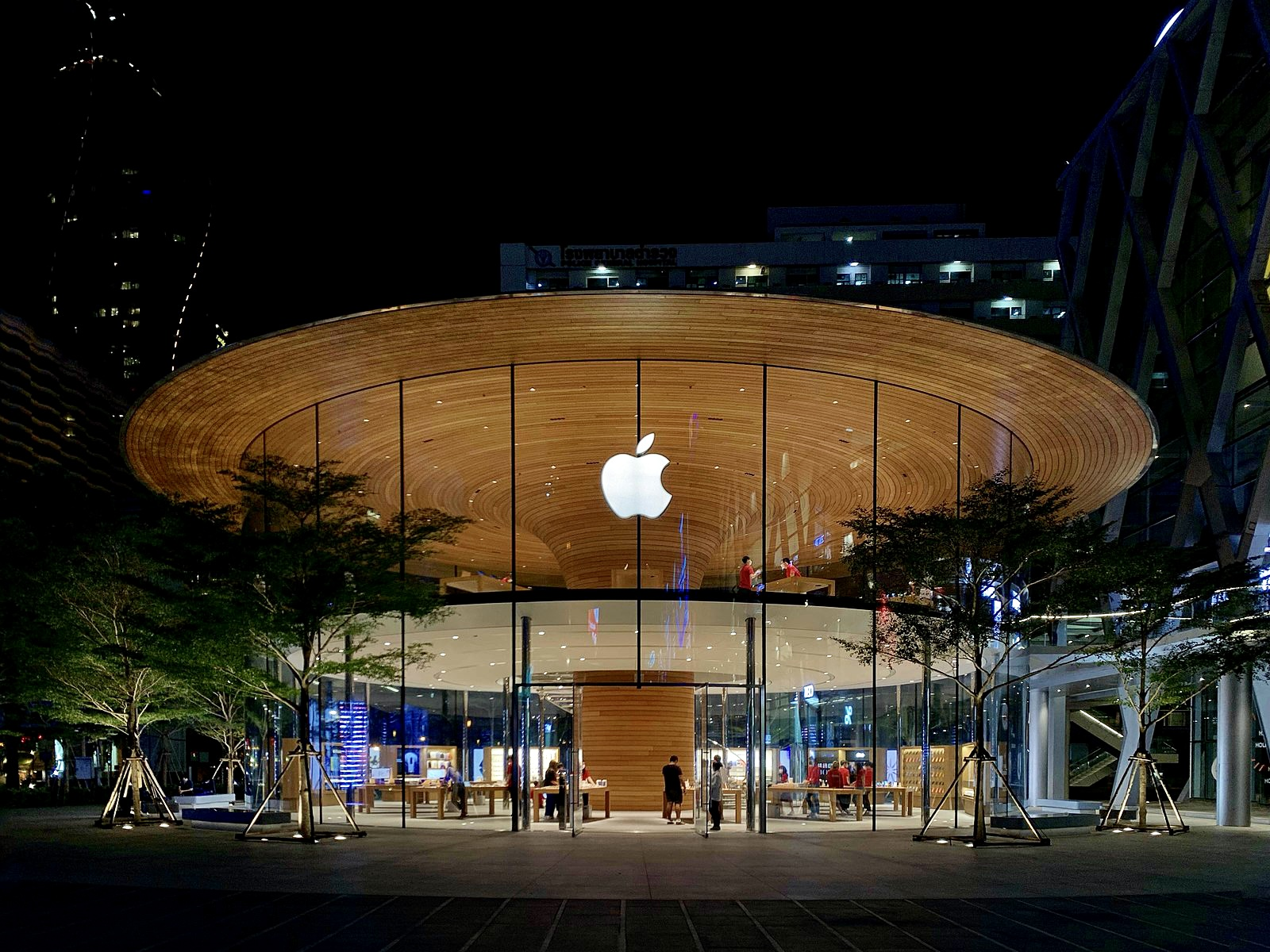
Apple Central World (2022)
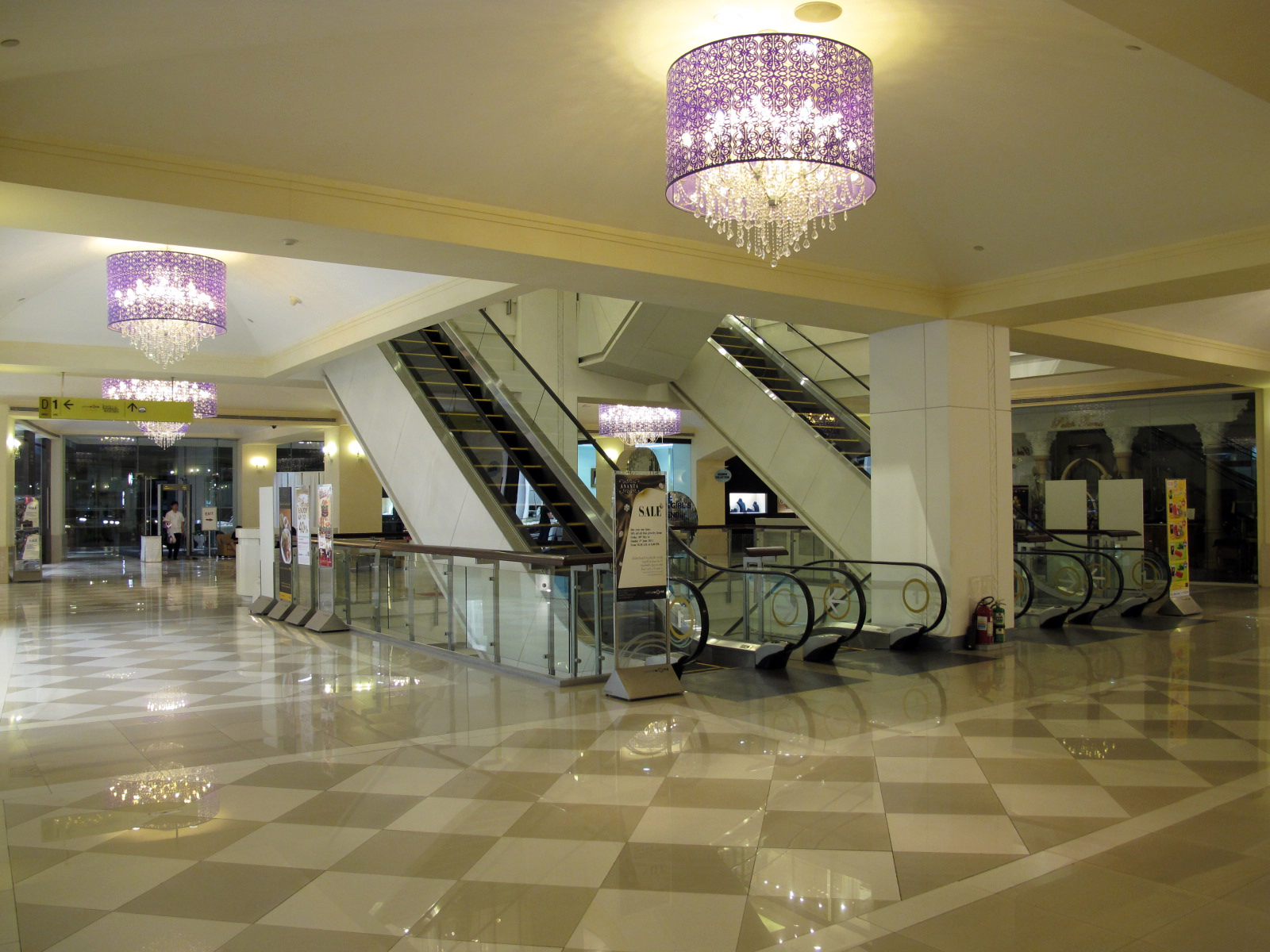
Tầng 1 đá quý & đồng hồ (2011)
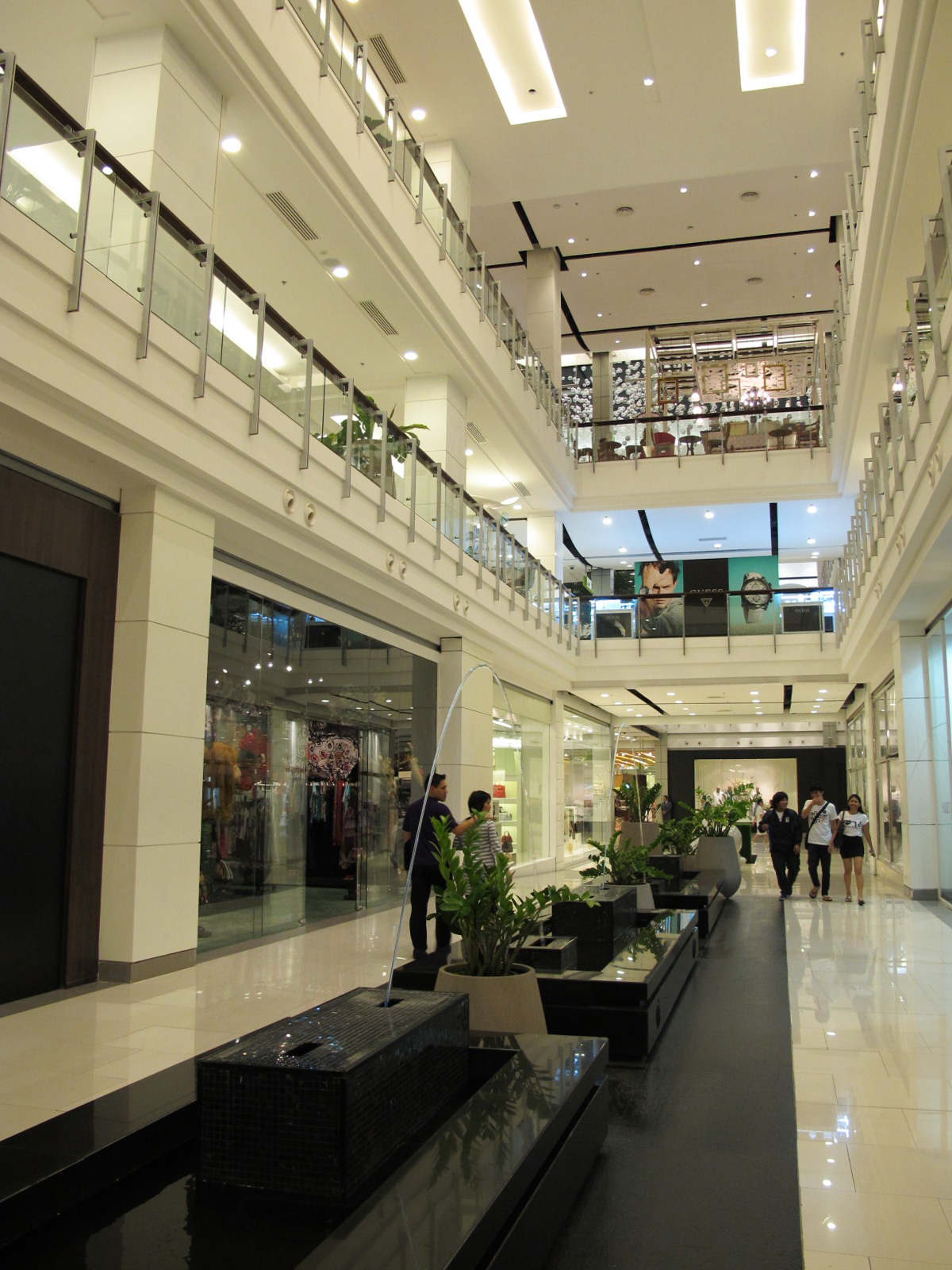
Tầng 1 khu E (2011)
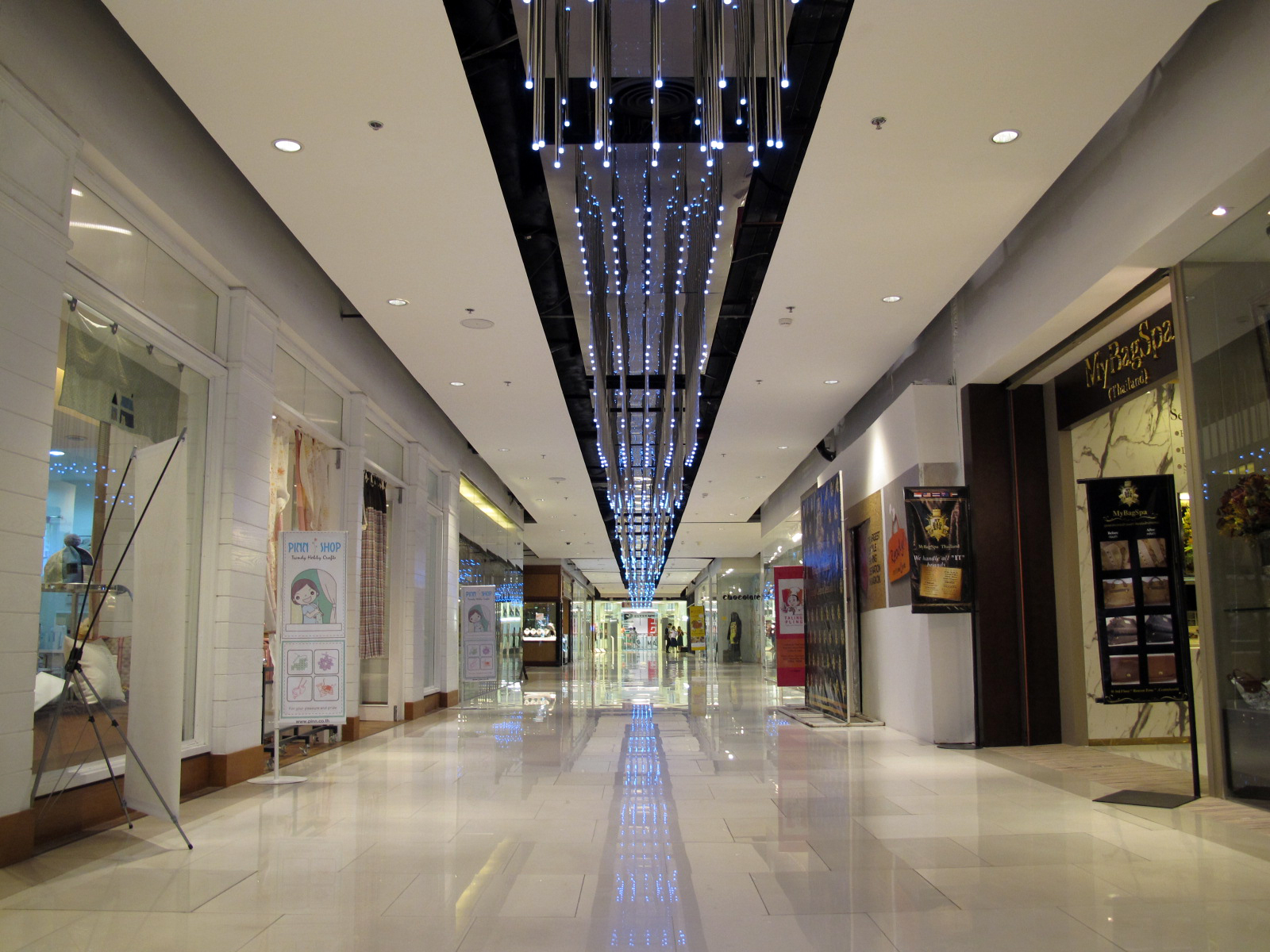
Tầng 3 (2011)
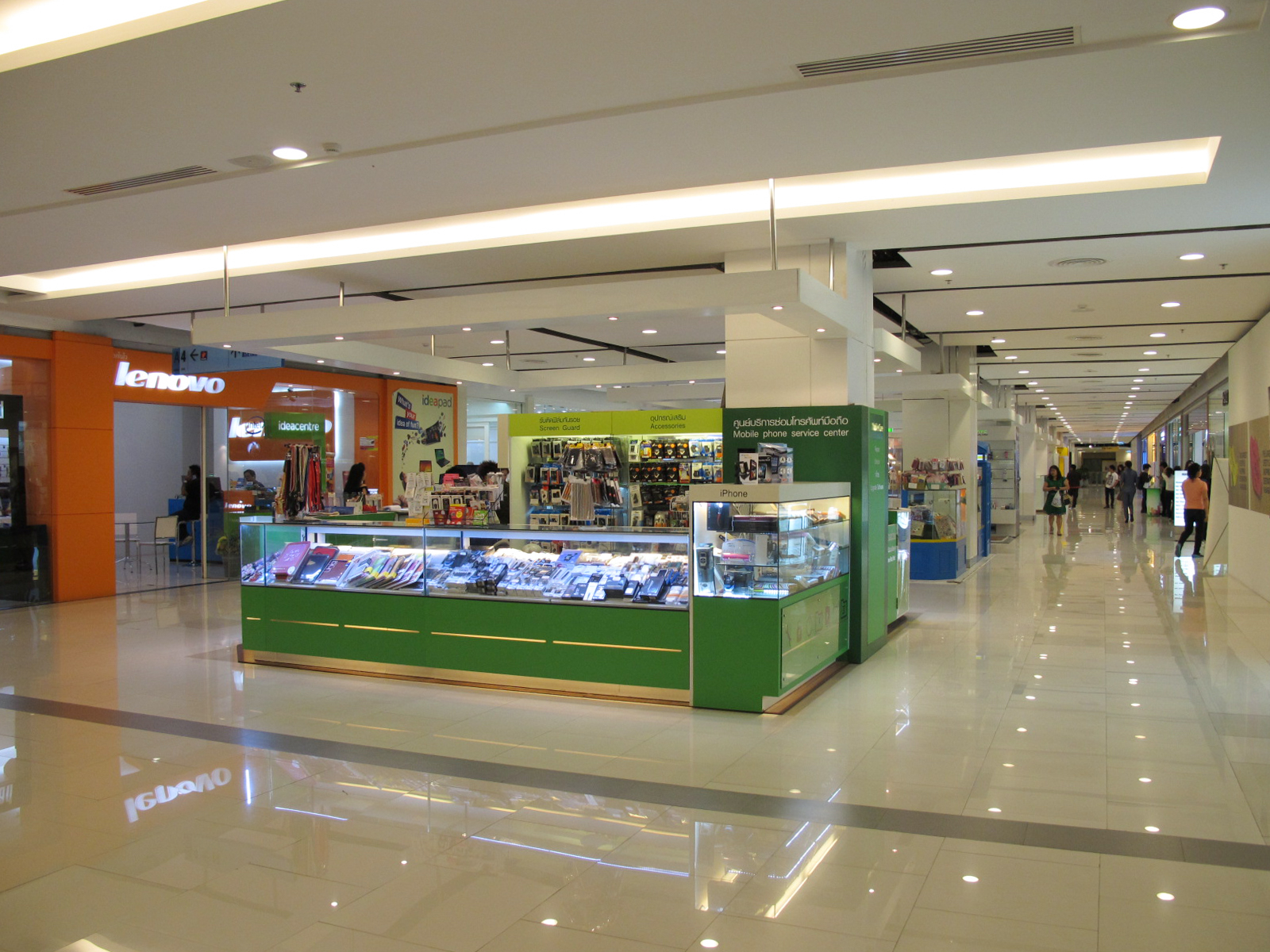
Tầng 4 khu B (2011)
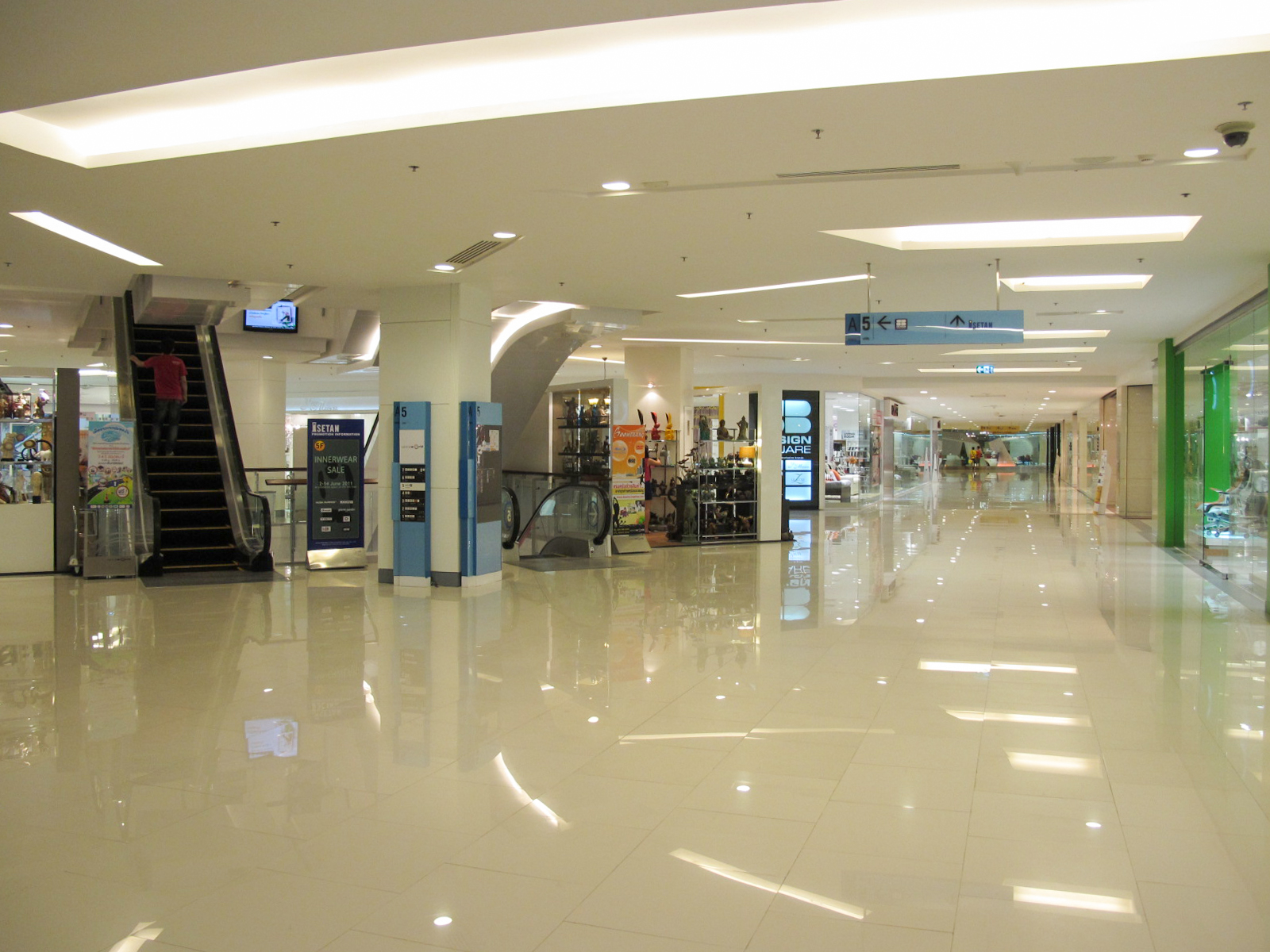
Tầng 5 khu A (2011)
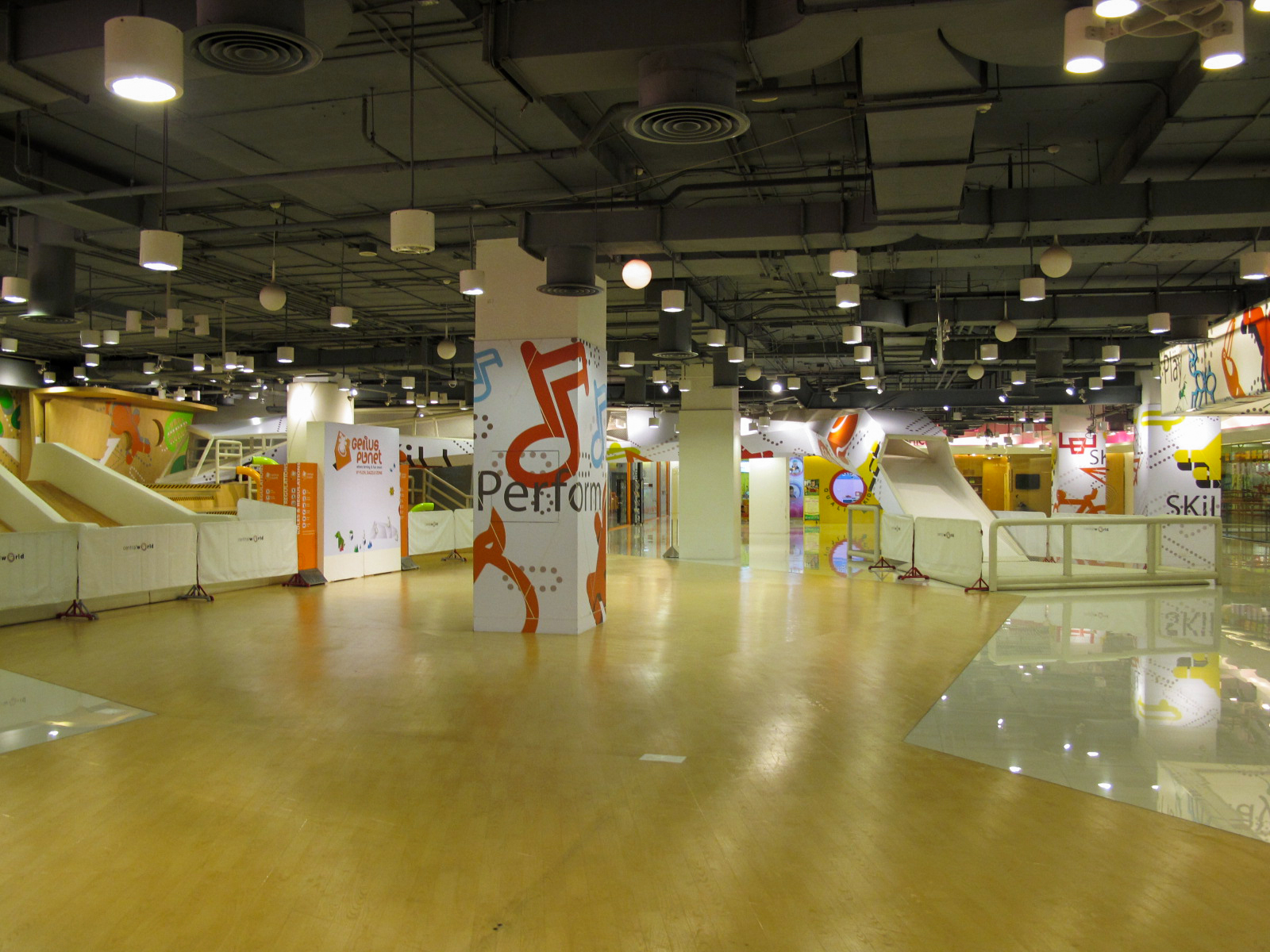
Tầng 6 khu C Genius Planet (2011)
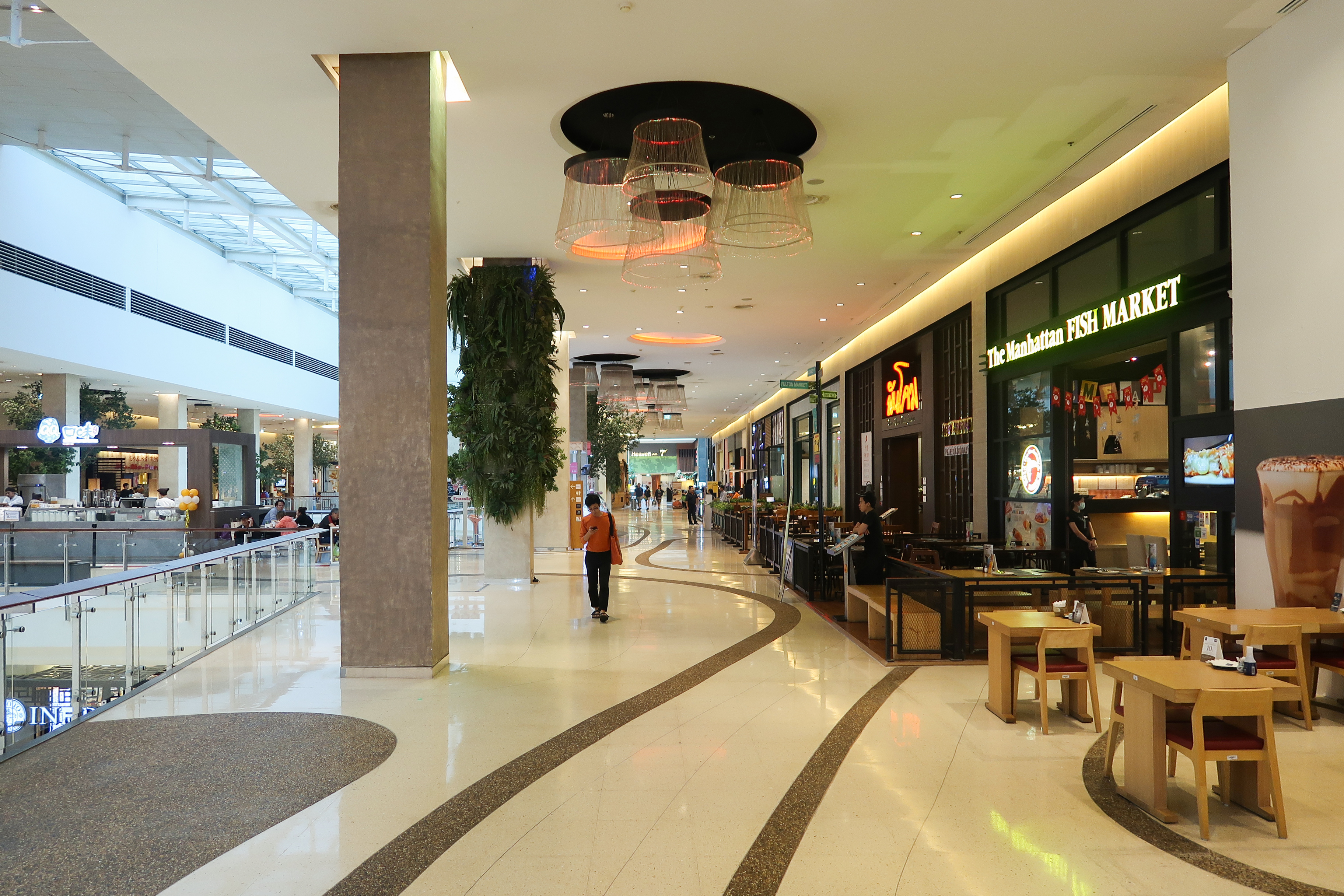
Tầng 7 khu A nhà hàng
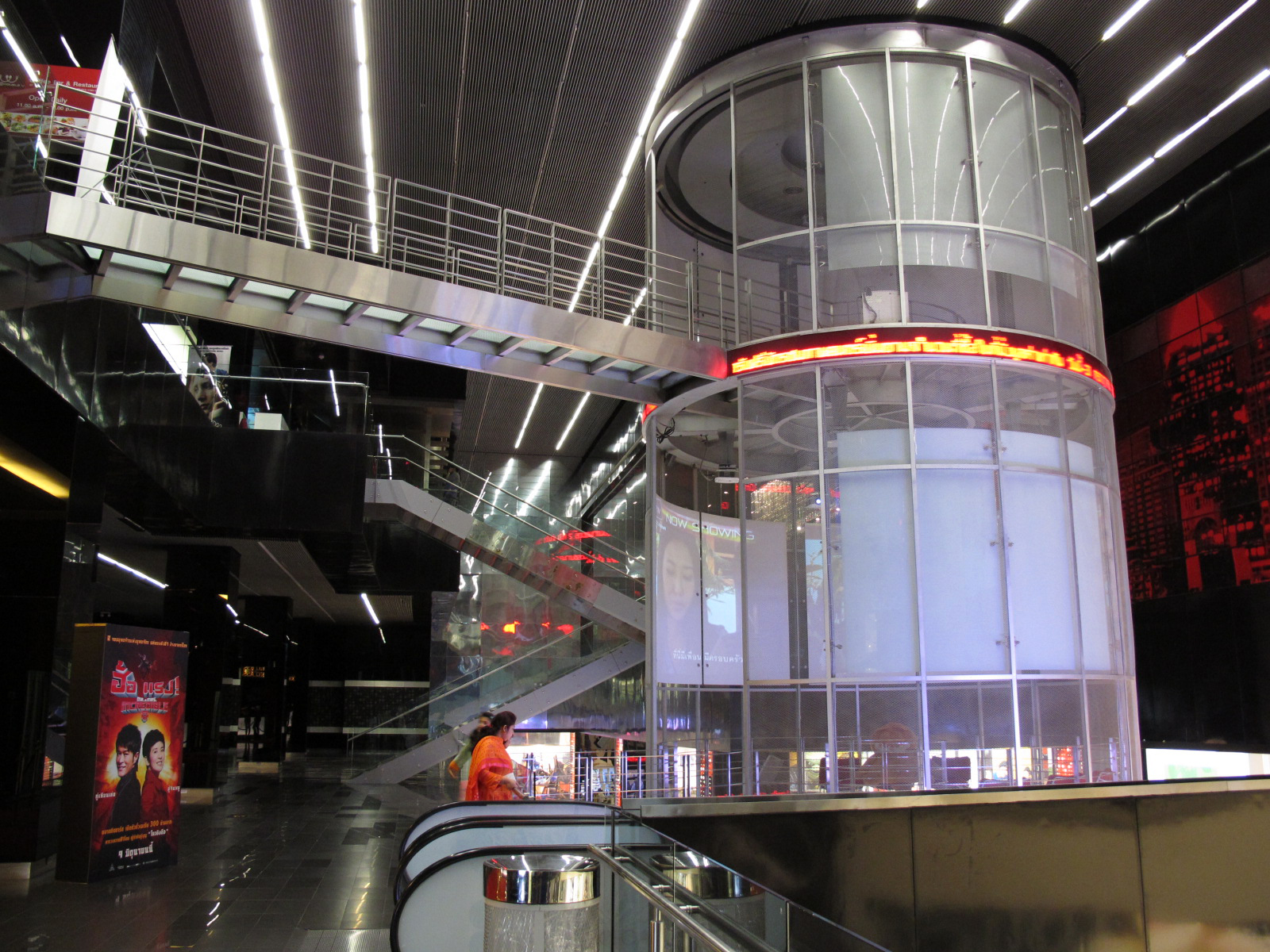
Tầng 7 SF World Cinema
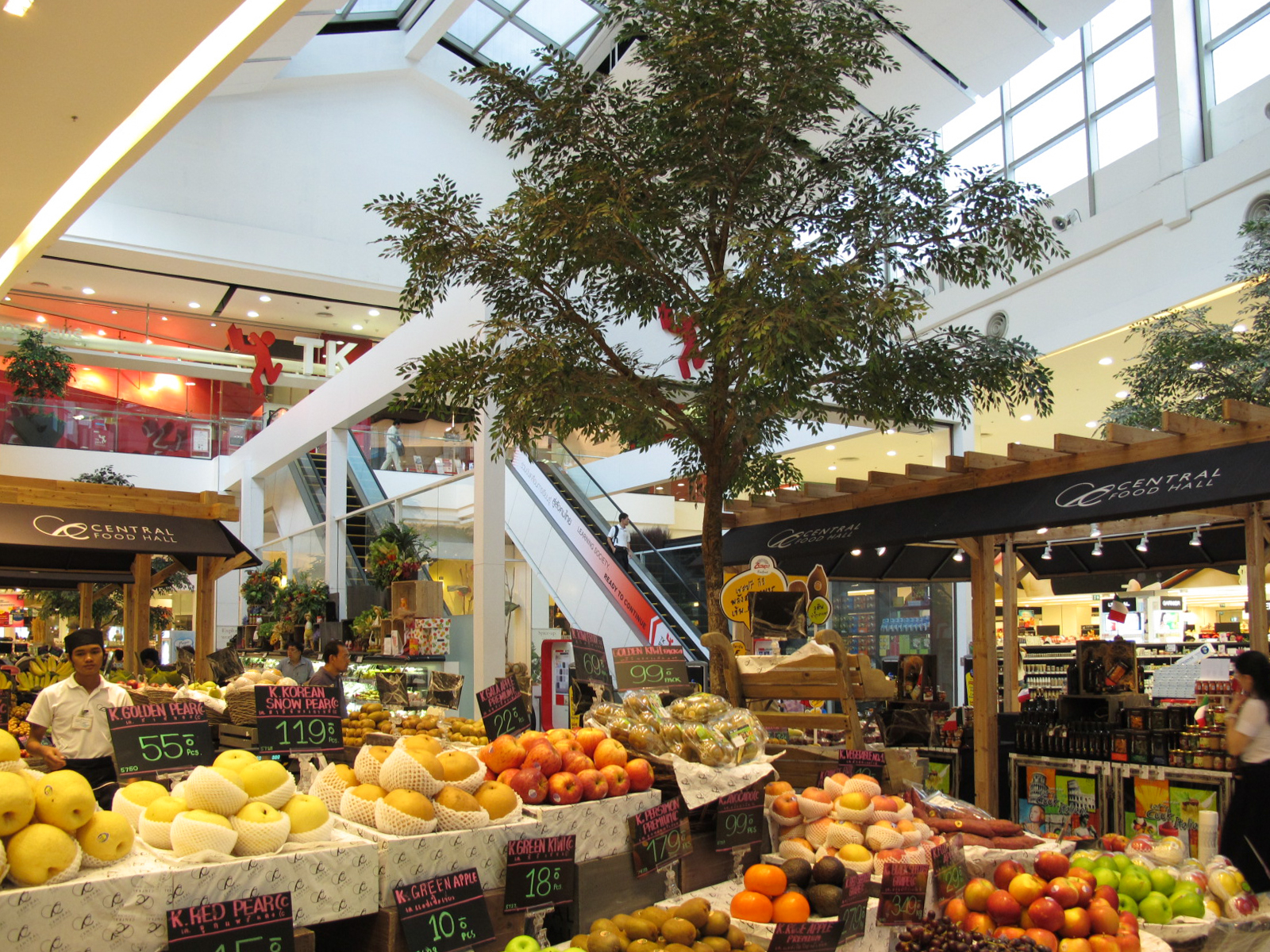
Tầng 7 Central Food Hall